# Gorna Choebavka
Gorna Choebavka (Bulgaars: Горна Хубавка) is een dorp in het noordoosten van Bulgarije. Het dorp is gelegen in de gemeente Omoertag in de oblast Targovisjte. Het dorp ligt hemelsbreed 27 km ten zuidwesten van Targovisjte en 256 kilometer ten noordoosten van Sofia.

## Bevolking
Op 31 december 2020 telde het dorp Gorna Choebavka 318 inwoners. Het aantal inwoners vertoont al jaren een dalende trend: in 1946 woonden er nog 887 personen in het dorp.
| Bevolkingsontwikkeling tussen 270 en 2020           |
| --------------------------------------------------- |
|                                                     |
| Bron: Nationaal Statistisch Instituut van Bulgarije |

In het dorp wonen nagenoeg uitsluitend etnische Turken. In de optionele volkstelling van 2011 identificeerden 303 van de 315 ondervraagden zichzelf als etnische Turken - oftewel 96,2% van alle ondervraagden. 12 ondervraagden noemden zichzelf etnische Bulgaren.
| Etnische samenstelling van de respondenten (2011) | Etnische samenstelling van de respondenten (2011) | Etnische samenstelling van de respondenten (2011) | Etnische samenstelling van de respondenten (2011) | Etnische samenstelling van de respondenten (2011) |
| ------------------------------------------------- | ------------------------------------------------- | ------------------------------------------------- | ------------------------------------------------- | ------------------------------------------------- |
|                                                   |                                                   |                                                   |                                                   |                                                   |
| Bulgaren                                          | Bulgaren                                          |                                                   | 3,8%                                              | 3,8%                                              |
| Turken                                            | Turken                                            |                                                   | 96,2%                                             | 96,2%                                             |
| Roma                                              | Roma                                              |                                                   | 0,0%                                              | 0,0%                                              |
| Anders/Onbekend                                   | Anders/Onbekend                                   |                                                   | 0,0%                                              | 0,0%                                              |

Belomortsi · Balgaranovo · Dolna Choebavka · Dolno Kozarevo · Dolno Novkovo · Goljamo Tsarkvisjte · Gorna Choebavka · Gorno Kozarevo · Gorno Novkovo · Gorsko Selo · Ilijno · Kamboerovo · Kestenovo · Kozma Prezviter · Krasnoseltsi · Mogilets · Obitel · Oegledno · Omoertag · Panajot Chitovo · Panitsjino · Petrino · Plastina · Ptitsjevo · Padarino · Parvan · Rositsa · Ratlina · Stanets · Taptsjilesjtovo · Tsarevtsi · Tserovisjte · Tsjernokaptsi · Velitsjka · Velikdentsje · Verentsi · Veselets · Visok · Vrani Kon · Zelena Morava · Zmejno · Zvezditsa